# Råbygården

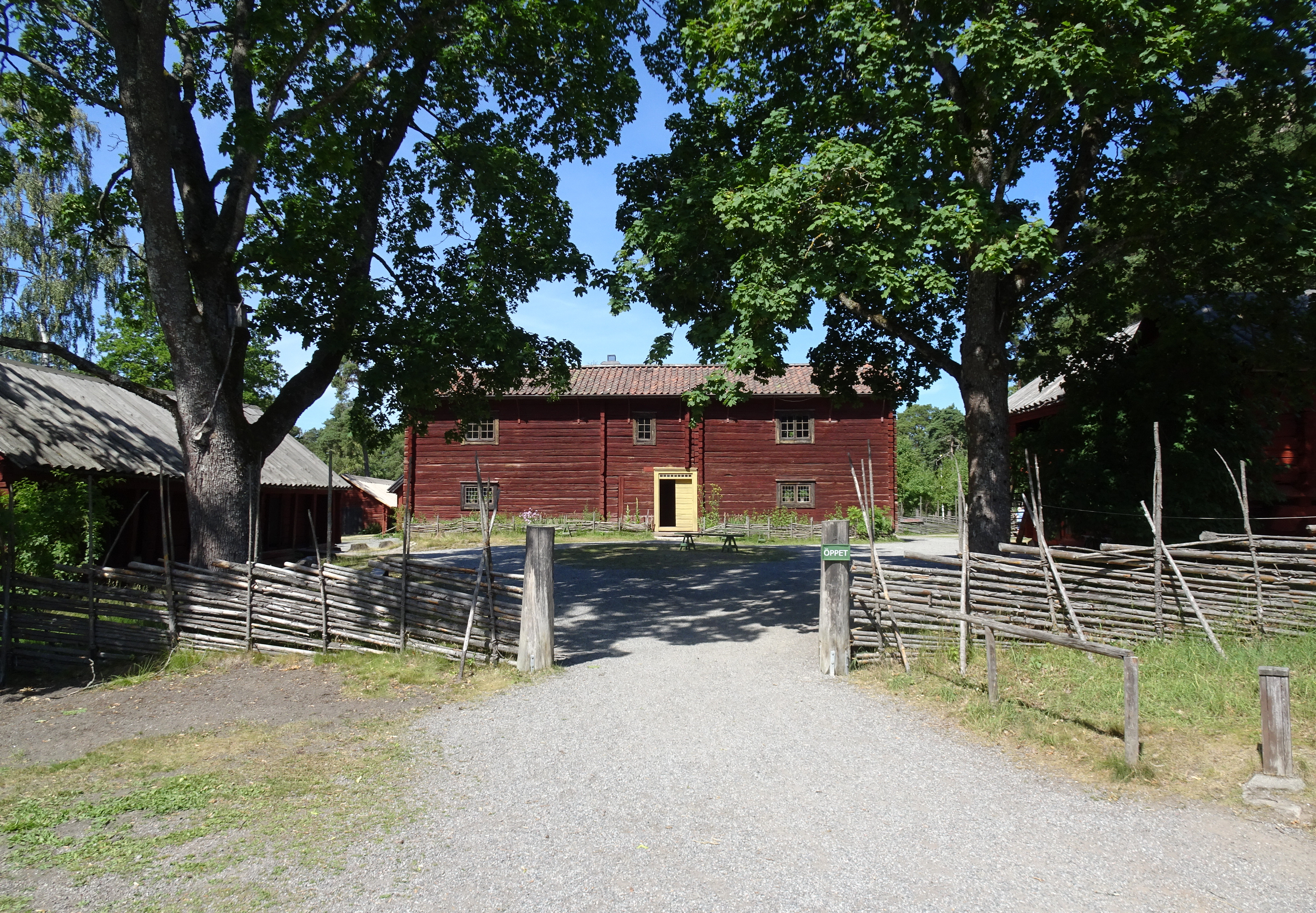
Råbygårdens huvudbyggnad från söder, juli 2017.

Råbygården är en bondgård från 1700-talet som finns på friluftsmuseet Torekällberget i Södertälje. Anläggningen består av flera byggnader hämtade från olika platser i Sörmland. Huvudbyggnaden kommer från Råby by i Grödinge socken och flyttades till Torekällberget 1929, samma år som museet invigdes. Idag är mangården inredd som ett bondehem från 1860-talet.

## Gårdens byggnader (urval)

### Mangården

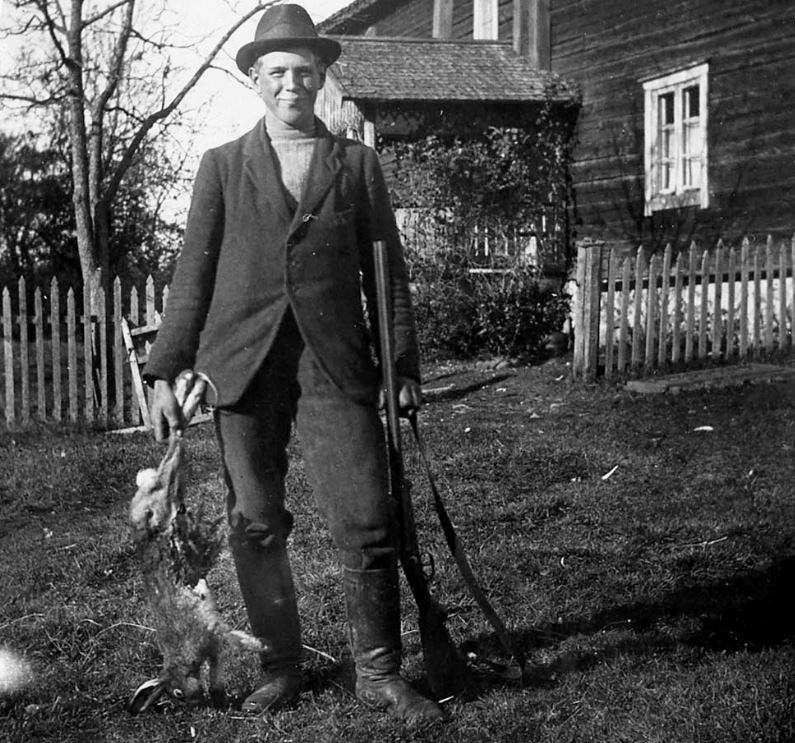
Carl Julius Johansson, gårdens sista ägare, framför Råbygården, 1915.

- Ursprunglig placering, koordinater: 59°8′17″N 17°51′34″Ö / 59.13806°N 17.85944°Ö

Råbygården huvudbyggnad var ursprungligen en timrad parstuga som uppfördes 1776–1777 av bonden Erik Johansson. På 1800-talets början fick huset ett övre våningsplan som byggdes i två etapper. Övervåningen nyttjades sällan eftersom det var dyrbart att värma upp hela huset. Ursprungligen var taket troligen täckt med torv, idag är det flacka sadeltaket täckt av tegel. 
På bottenvåningen ligger till höger om farstun den så kallade ”dagligstugan” som var bondefamiljens vardagsrum och kök. På vintern sov hela familjen här. Till vänster märks ”anderstugan” även kallad ”det andra rummet”. Som begreppen antyder användes detta rum inte så ofta. Rummet var ofta ett förvaringsrum och vid högtider förvandlas det till ett festrum. På övervåningen ligger två stora rum, det ena är idag inrett som vävkammare, det andra som festrum. 
Gården ägdes av familjen Johansson under 144 år och övergavs 1921 av den sista ägaren, Carl Julius Johansson, som ville ha ett modernare hus. Byggnaden såldes till Östra Sörmlands Kulturhistoriska Förening som ansåg att ”denna byggnad vore väl värd att räddas och fylla en plats i ett blivande Södertälje-Skansen!". Vintern 1929 monterades huvudbyggnaden ner och återuppfördes på Torekällberget där det stod färdig till invigningen av museet i juni 1929. Tillsammans med Nora kvarn var Råbygården museets första historiska byggnader.

### Svalgångsboden

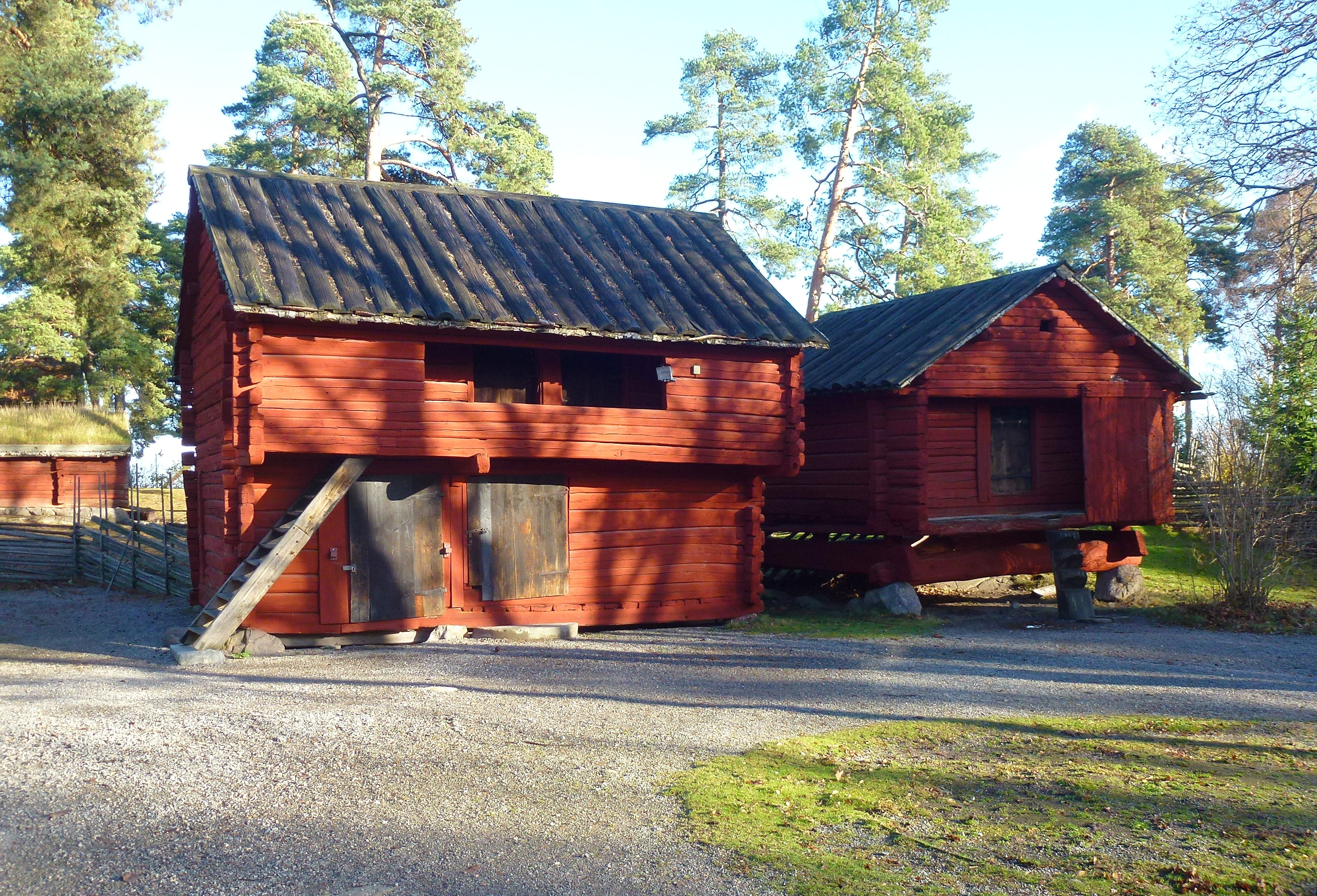
Svalgångsboden (till vänster) och stolpboden.

Svalgångsboden finns till höger om huvudbyggnaden. Byggnaden är en timrad och rödfärgad så kallad loftbod i två våningar med så kallad svalgång som kragar ut över bottenvåningen. En enkel utvändig trappa leder upp till svalgången. Huset rum användes som förråd och under sommaren även som sovkammare för drängen eller pigan. På det övre planet förvarades textilier och på det nedre torkad och saltad mat, spannmål och mjöl. Byggåret är okänd. Boden flyttades 1930 från samhället Näs nära Nykvarn.

### Stolpboden
Museets stolpbod står intill svalgångsboden. Byggnaden är troligen den enda bevarade i sitt slag i Södermanland. Det lilla förrådshuset är timrat av stockar och står upphöjd på ”stolpar”, i detta fall på stora hörnstenar. Konstruktionen skulle försvåra att råttor och möss kunde klättra upp och äta av förråden. I regel förvarade bonden mjöl, spannmål, torkad och saltad mat i sin stolpbod. Byggnaden flyttades 1931 från Tingstaden i Turinge socken till sin nuvarande plats.

### Redskapsboden
Redskapsboden står till vänster om huvudbyggnaden och utgör gårdstunets sydvästra begränsning. Som namnet antyder förvarades diverse redskap i byggnaden. Boden är timrad och rödfärgad och har ett avträde på ena gaveln. Årtalet ”1739” finns inristat i en av stockarna i husets äldsta del. Boden flyttades 1931 från Över-Eneby i Överjärna socken till sin nuvarande plats.

### Bilder

Exteriör
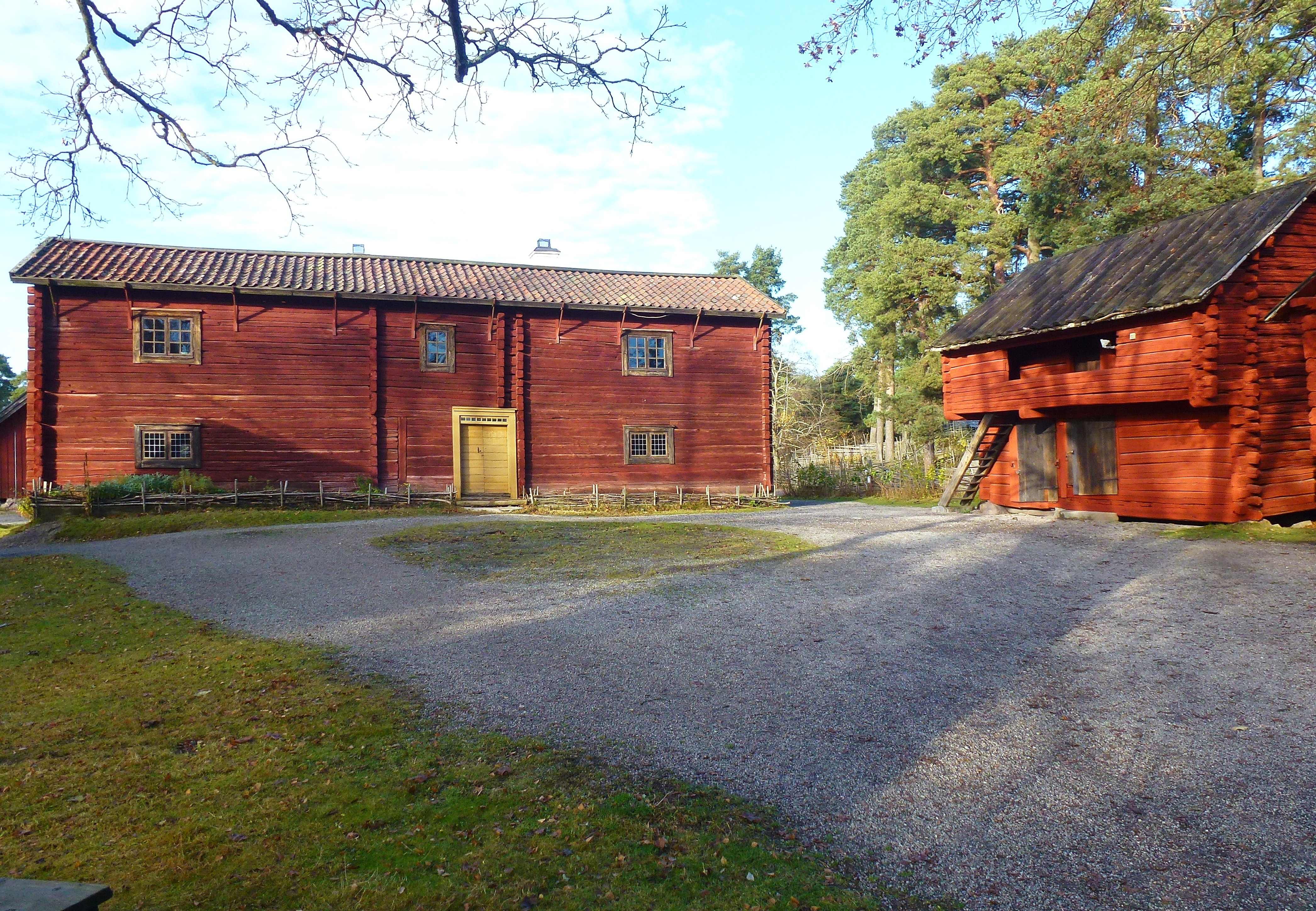
Mangården och loftboden.
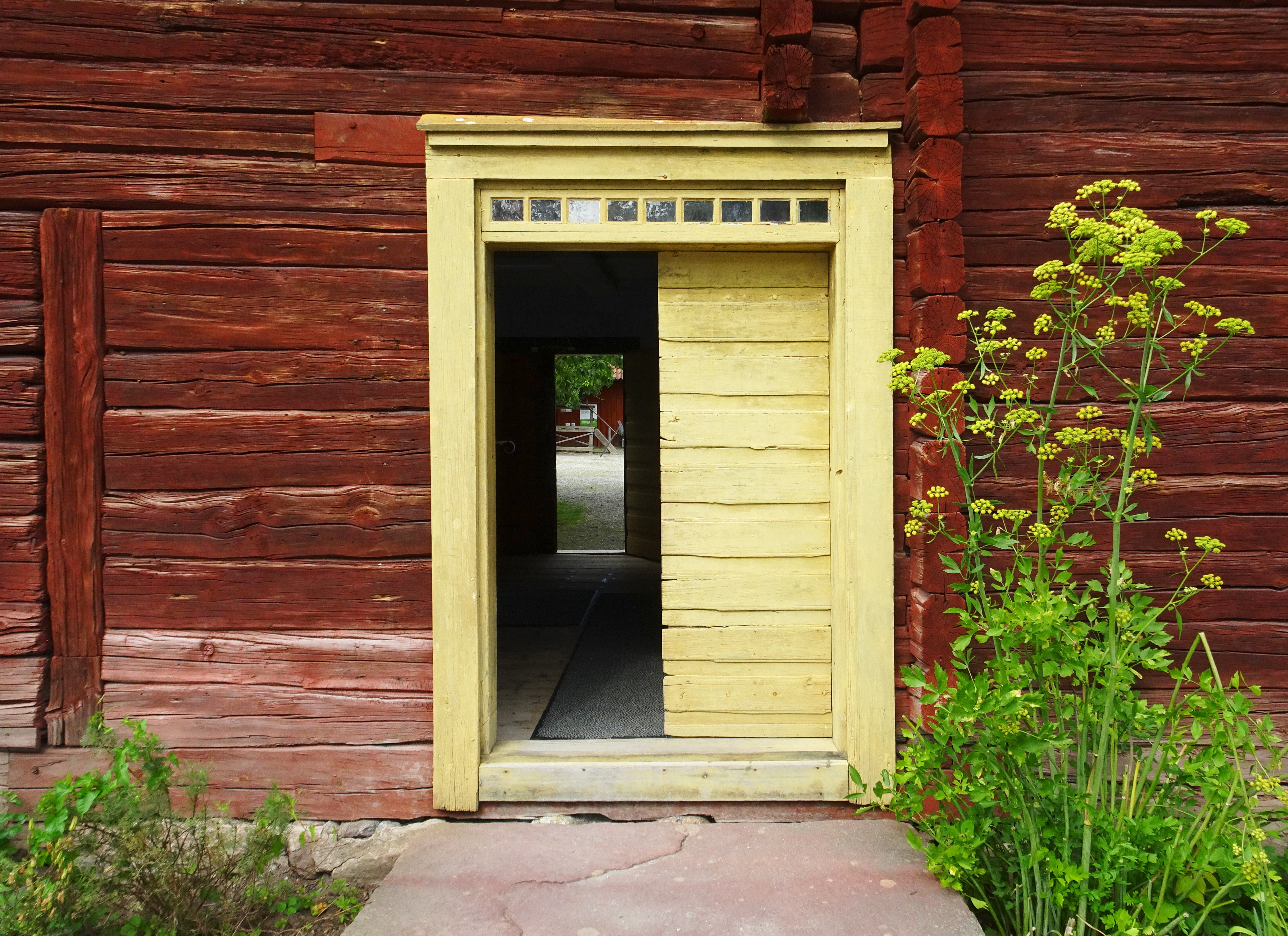
Mangårdens entré.
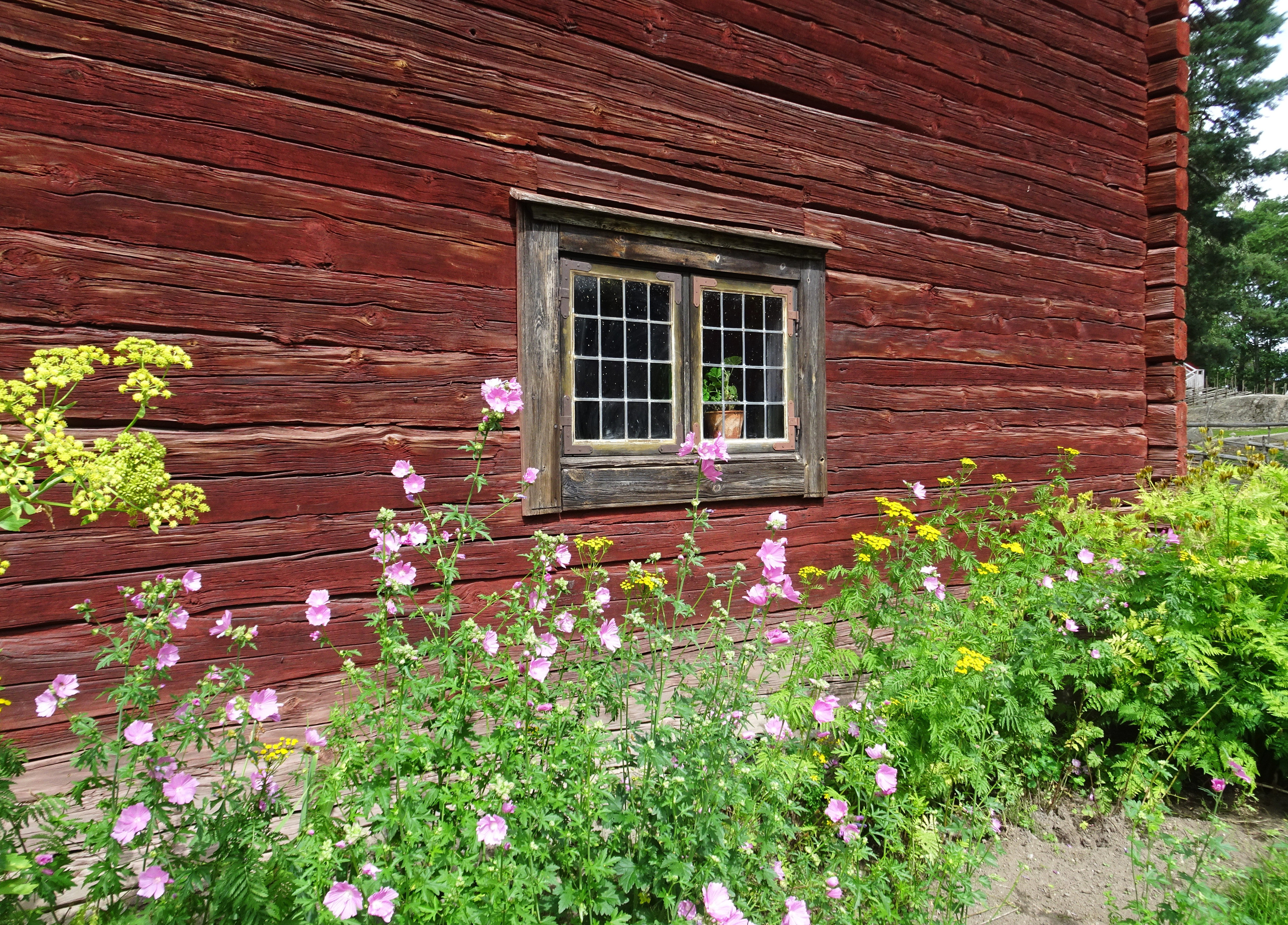
Mangårdens fönster.
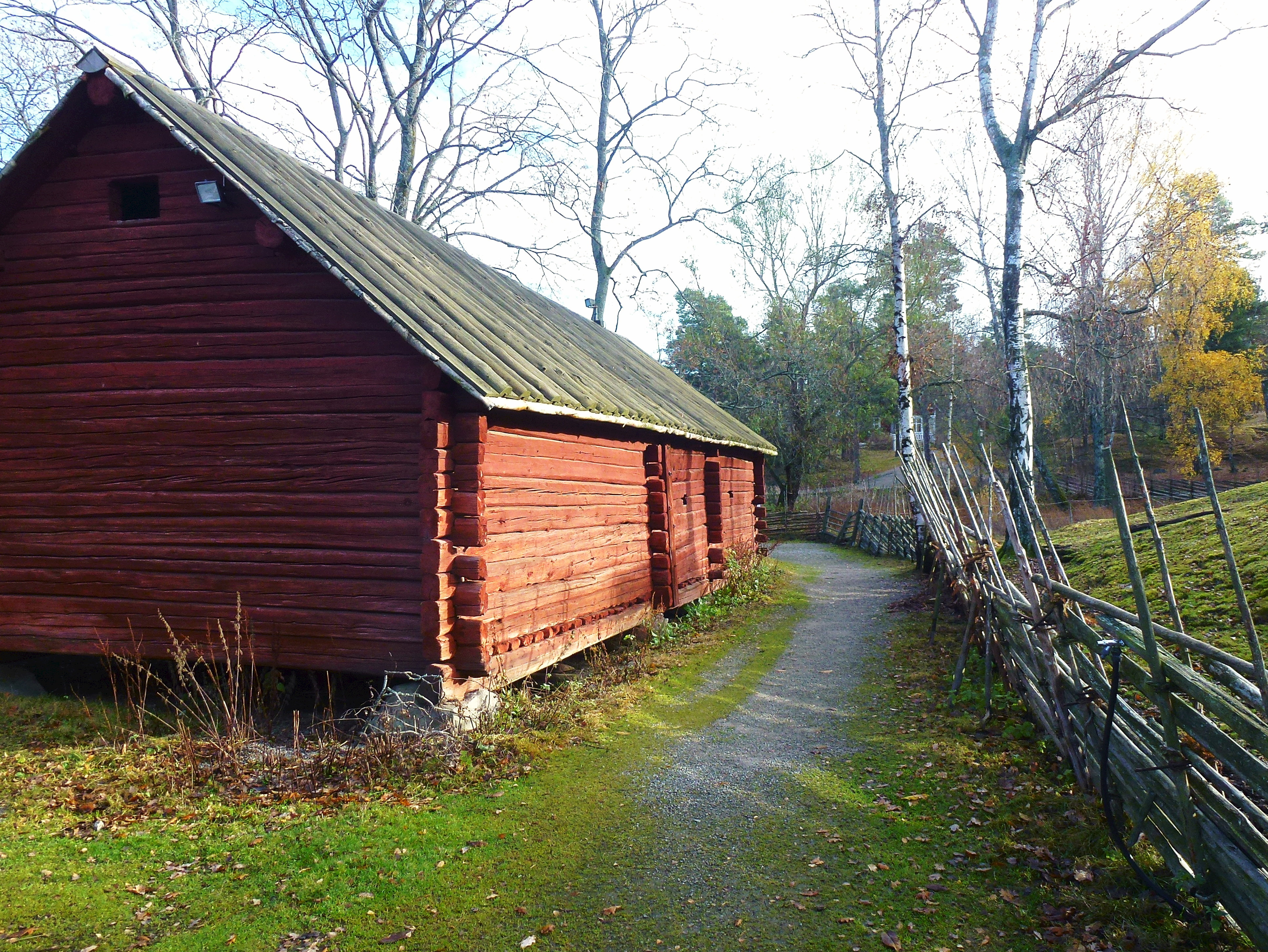
Redskapsboden.

Interiör
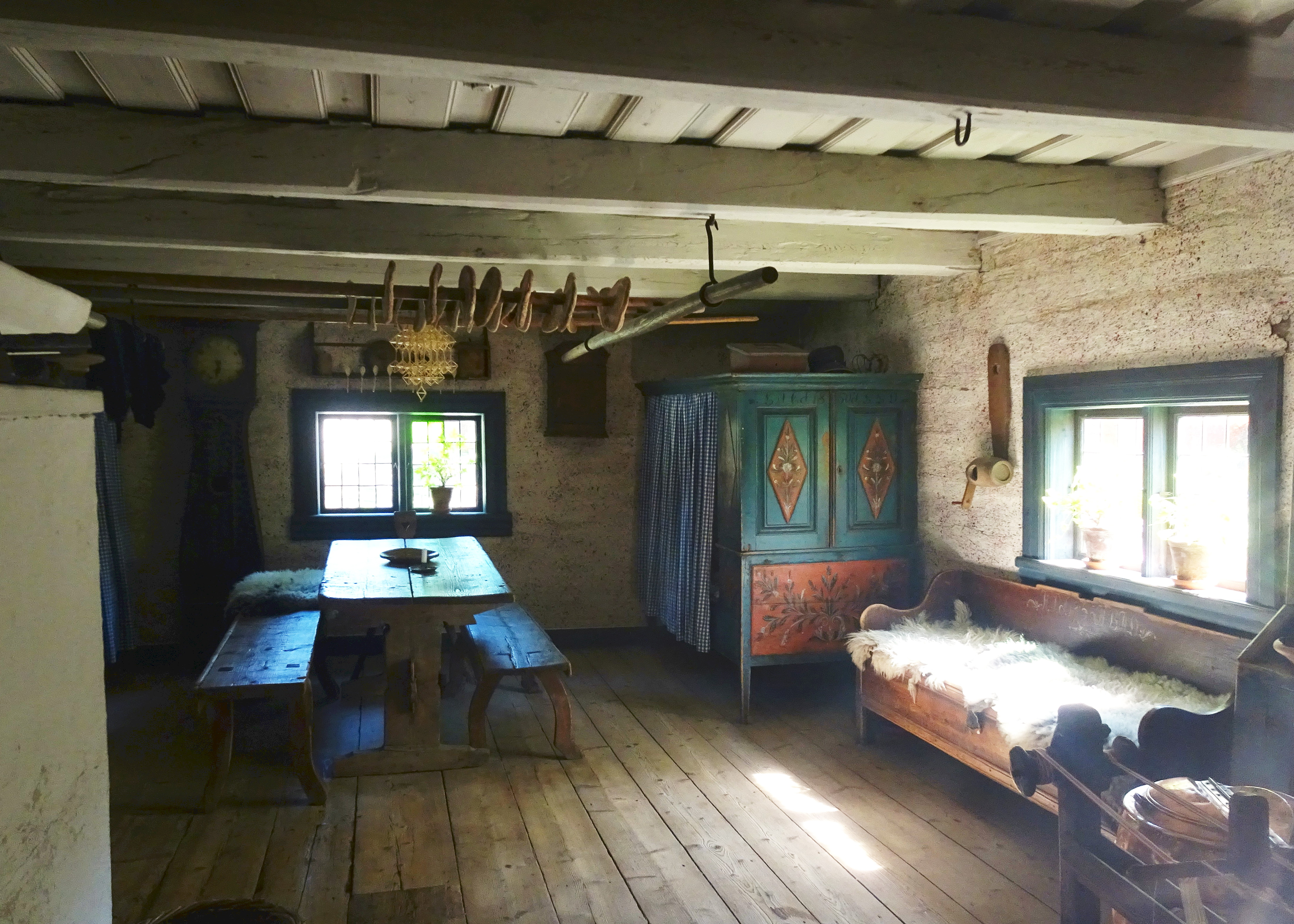
Nedre våningen, dagligstuga.
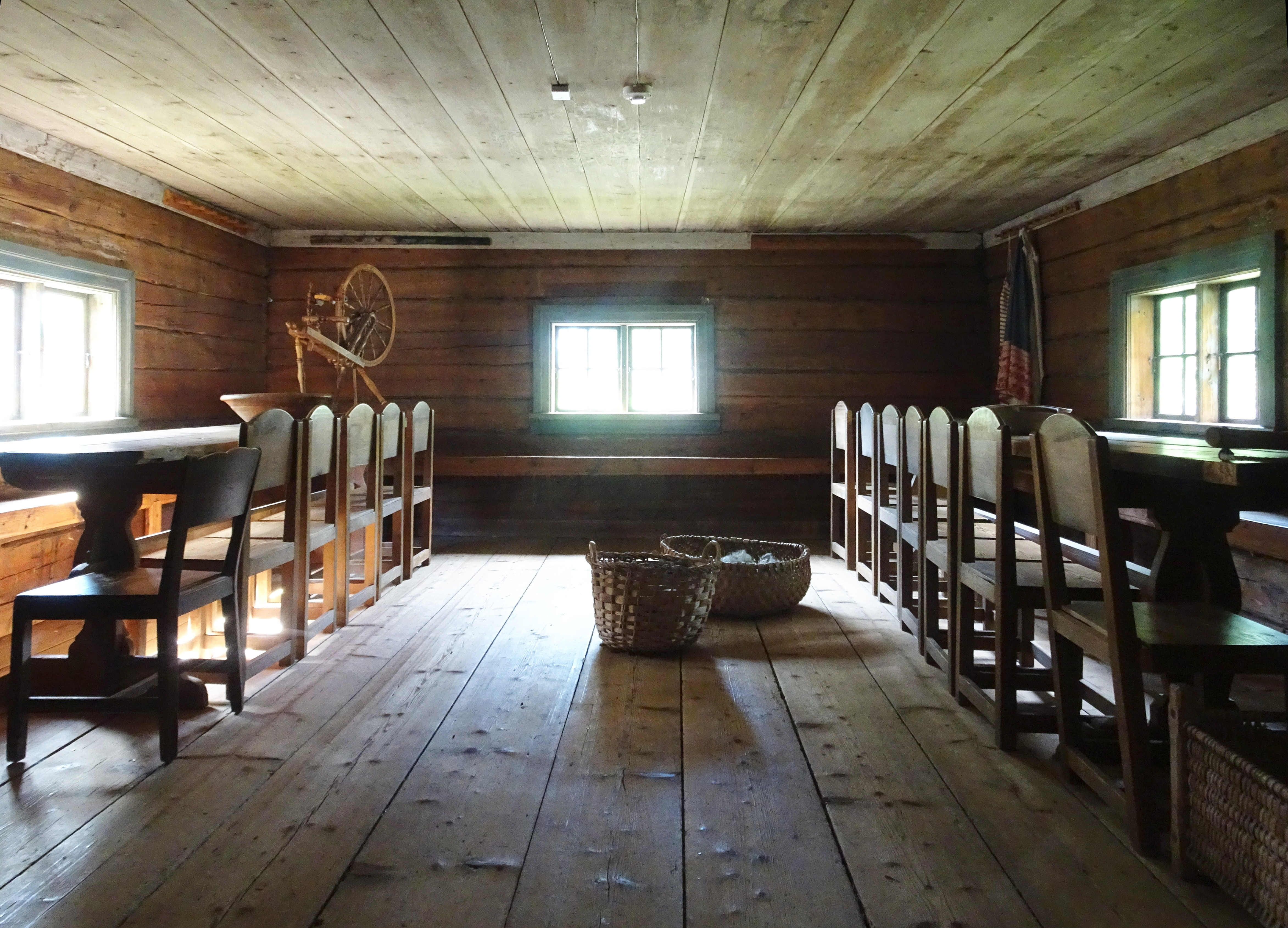
Nedre våningen, anderstugan.
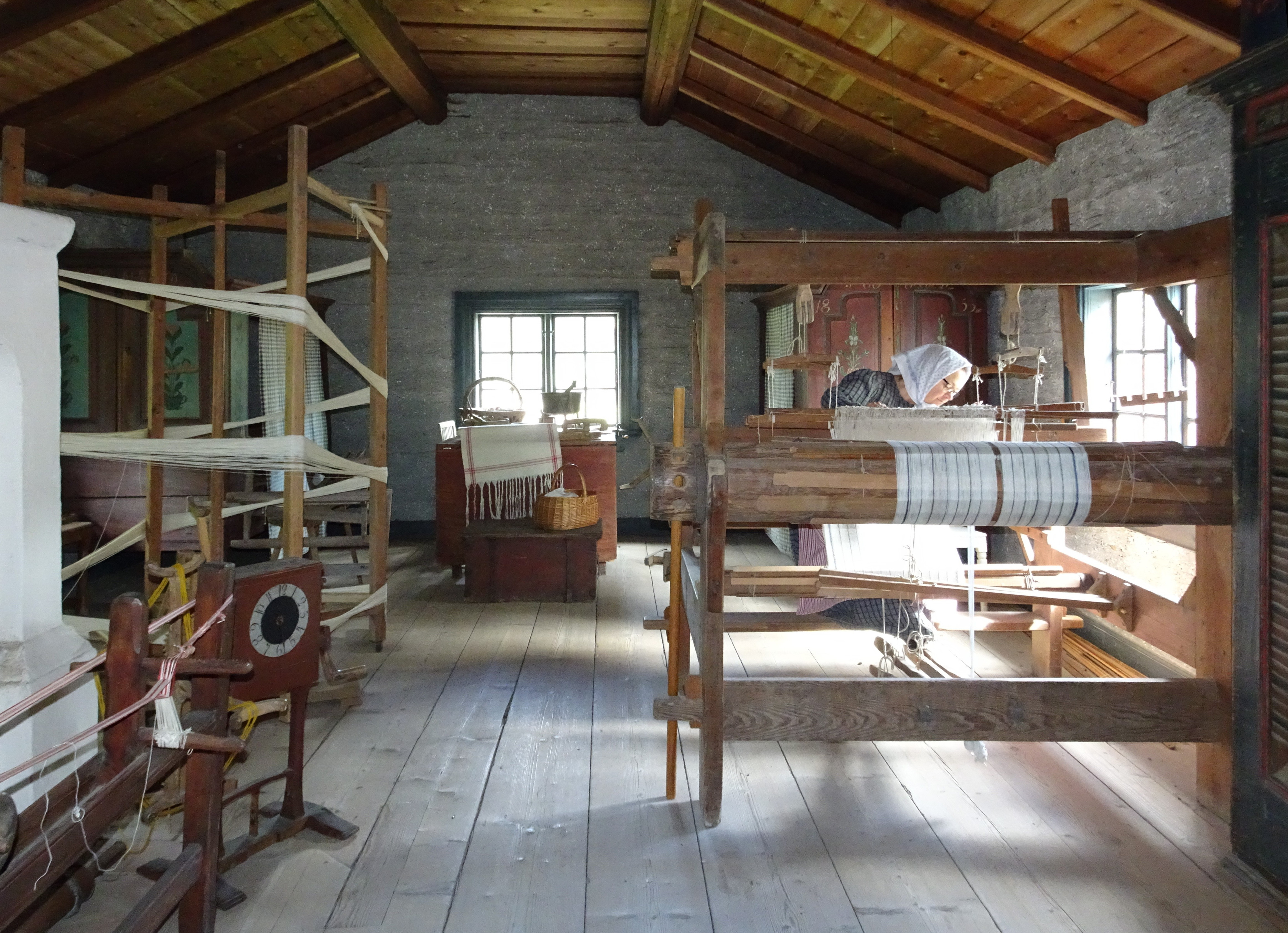
Övre våningen, vävkammare.
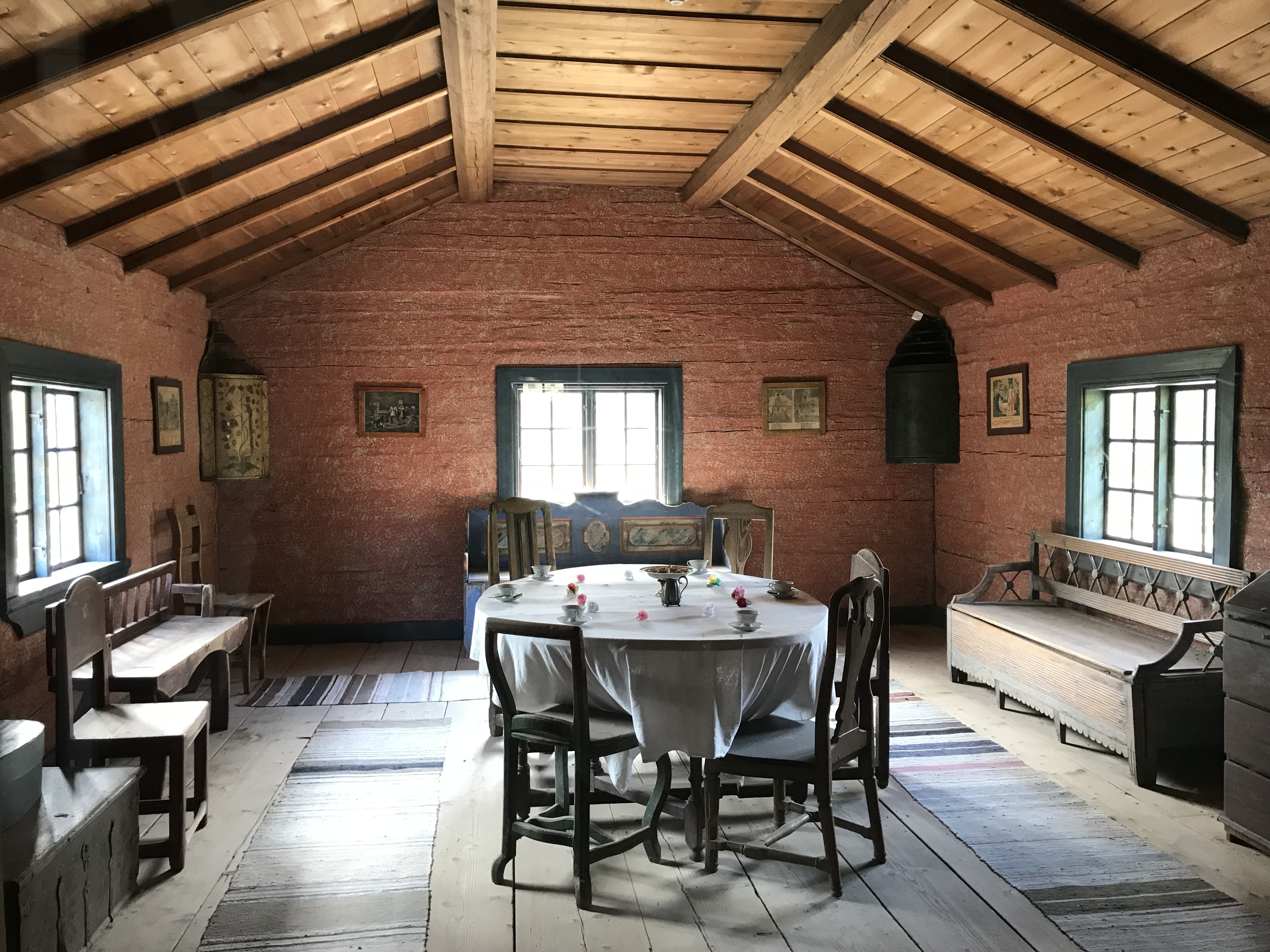
Övre våningen, festrum.